# Dolmen du Couperon
Le dolmen du Couperon est une allée couverte située rue du Scez, près du Havre du Scez (Saie), dans la paroisse de Saint-Martin sur l'île Anglo-Normande de Jersey. Le site est présent dans le recueil Les Contemplations de Victor Hugo, le poète étant familier du lieu, où il place la "bouche d'ombre".

## Description
L'allée couverte mesure environ 8 m de long. L'édifice se compose de 18 orthostates supportant des tables de couverture. Ce site mégalithique fut occupé vers 3 250 à 2 250 av. J.-C.
Lors des fouilles effectuées en 1868, les tables formant le plafond étaient effondrées au sol dans la chambre. Une des dalles comporte un trou ou foyer. À l'origine, cette dalle séparait la chambre de l'antichambre.  En 1919, la Société Jersiaise a déplacé cette pierre et l'a positionnée à sa place actuelle à l'extrémité orientale de la chambre.
Les fouilles archéologiques ont livré quelques outils de pierres et des fragments de céramique.
En 1689, une maison de garde pour la milice de défense de Jersey et une batterie militaire qui verrouillait la baie de Rozel furent construits à côté du dolmen.

## Galerie

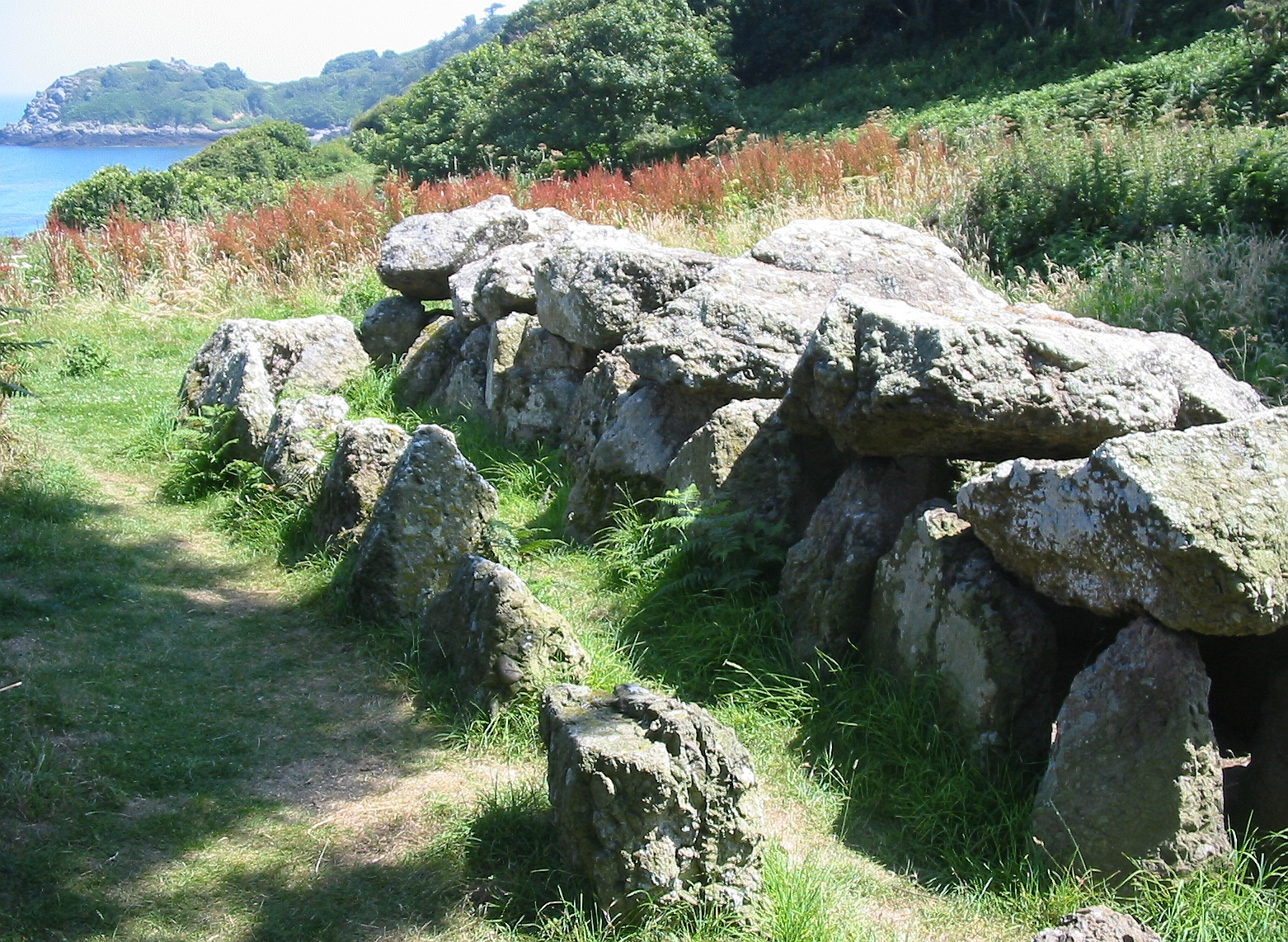
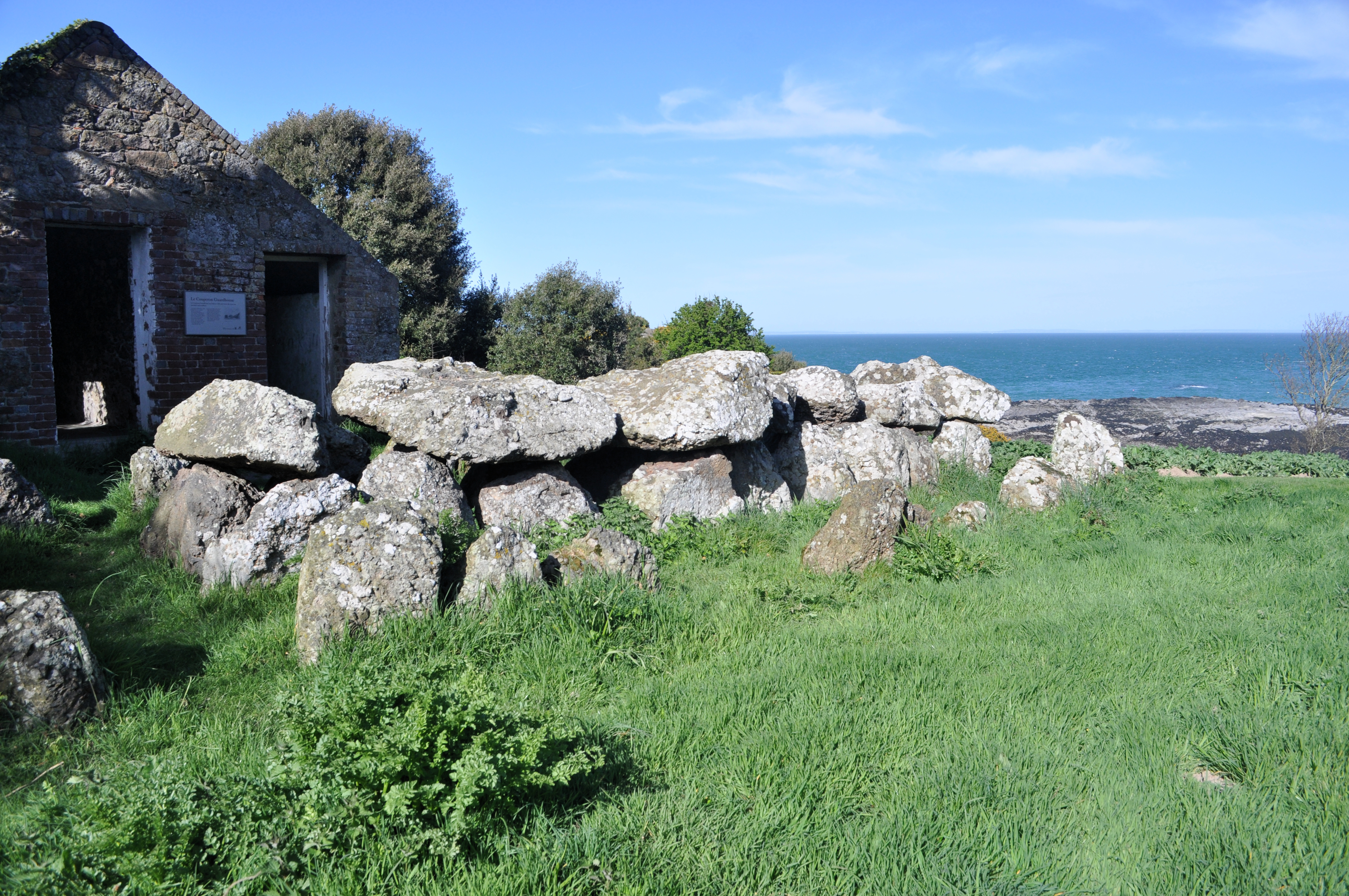